# Amphithéâtre de Cahors
L'amphithéâtre de Cahors est un amphithéâtre romain construit dans la ville de Divona Cadurcorum, aujourd'hui Cahors dans le département français du Lot.
Ce grand amphithéâtre (120 × 90 m) est construit, sans doute dans la seconde moitié du Ier siècle, dans la ville antique elle-même et non à l'écart, ce qui est peu courant. Abandonné vers la fin du IVe siècle, il n'est découvert que dans les années 2000 et de manière fortuite. Ses vestiges, exposés dans une crypte archéologique, sont classés comme monuments historiques en 2019.

## Localisation

Plan partiel de Divona Cadurcorum sous le Haut-Empire.

L'amphithéâtre est construit à l'angle sud-est du carrefour des voies considérées comme les axes structurants de la voirie de la ville. Un grand ensemble monumental est constitué au sud du decumanus maximus, avec d'ouest en est le grand temple à cella circulaire, le forum et l'amphithéâtre. L'implantation de l'amphithéâtre dans le centre urbain est une disposition rare hors de la Gaule narbonnaise ; elle se retrouve à Samarobriva (Amiens).
Son implantation profite de la pente descendant vers le Lot au sud et à l'est, ce qui permet de limiter, pour une bonne part, les travaux de maçonnerie nécessaires à la construction de la cavea.
Dans la ville moderne de Cahors, l'amphithéâtre se trouve très largement enfoui sous les allées Fénelon, le collège Gambetta, la bibliothèque municipale et le boulevard Gambetta.

## Histoire
La construction de l'amphithéâtre remonte peut-être à l'époque flavienne, son abandon intervenant à la fin de la période valentinienne. Une fortification protège la ville à l'est immédiat de l'amphithéâtre, qui n'y est pas intégré, et jusqu'au bord du Lot. L'emprise du monument devient alors une friche ou un lieu de pâture pour le bétail ; des inhumations sont pratiquées dans l'un de ses vomitoires. Après l'abandon du monument, ses maçonneries sont récupérées et remployées pour la construction d'autres édifices.
L'existence de l'amphithéâtre est ignorée jusqu'en 2003 où les premiers travaux de creusement d'un parking souterrain mettent en évidence les vestiges de son mur extérieur sur une longueur de 50 m. Cette découverte fait de Divona Cadurcorum l'une des villes de Gaule, peu nombreuses en-dehors de la Gaule narbonnaise, qui possèdent à la foi un théâtre et un amphithéâtre
L'ensemble des vestiges, accessibles au public dans une crypte archéologique, sont classés au titre des monuments historiques par arrêté du 15 novembre 2019, ce classement remplaçant une inscription partielle de 2009.

## Description

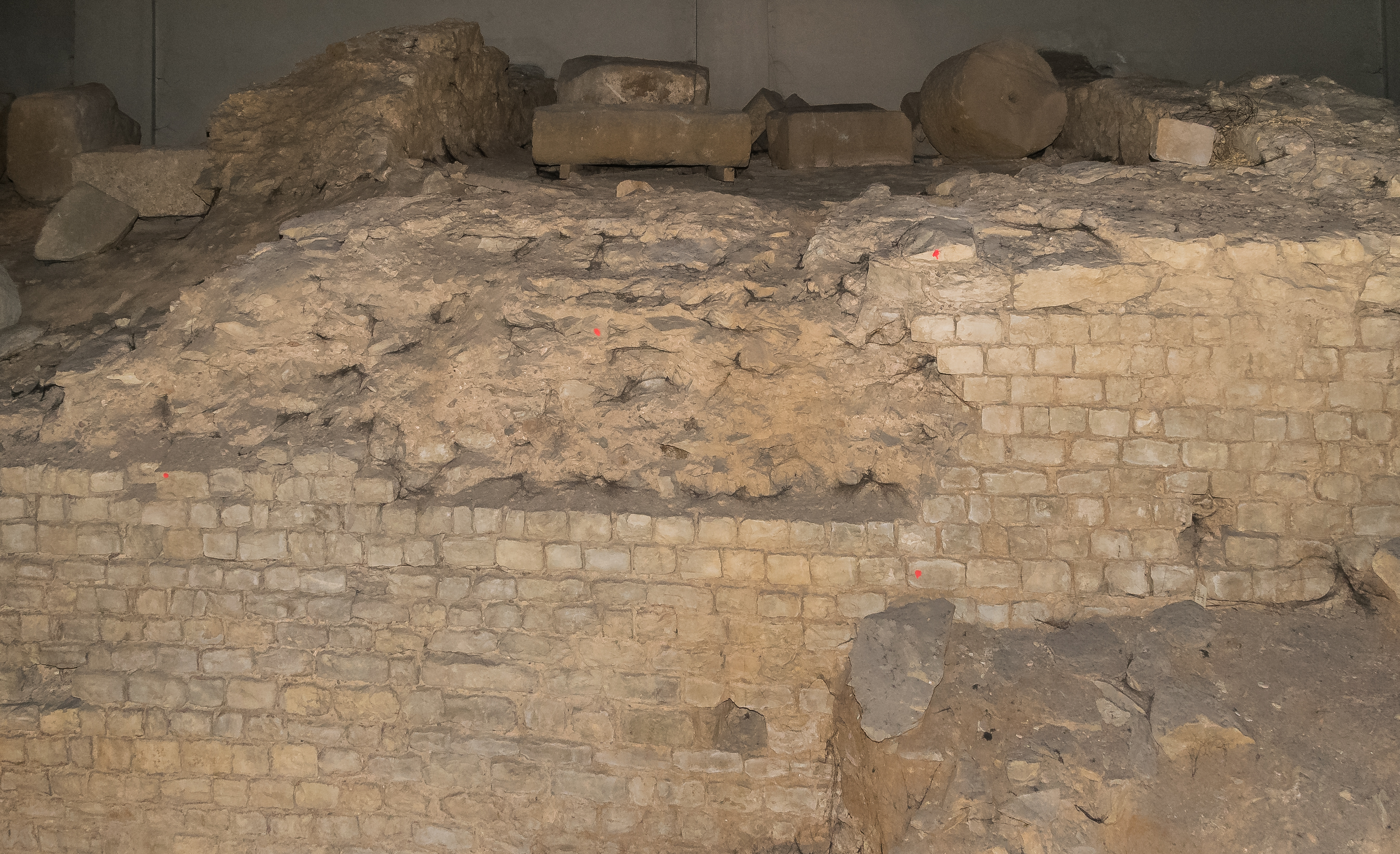
Maçonnerie en petit appareil.

L'amphithéâtre est appuyé sur le terrain naturel au nord et à l'ouest, et ses structures reposent sur une terrasse remblayée au sud. De type massif, ses murs rayonnants et annulaires délimitent des caissons remplis d'agile compactée qui supportent les gradins.
Le grand axe de son ellipse est orienté est-ouest et ses dimensions maximales sont évaluées à 120 × 90 m. Son arène n'a pas été repérée par les fouilles, et sa capacité demeure par conséquent inconnue.

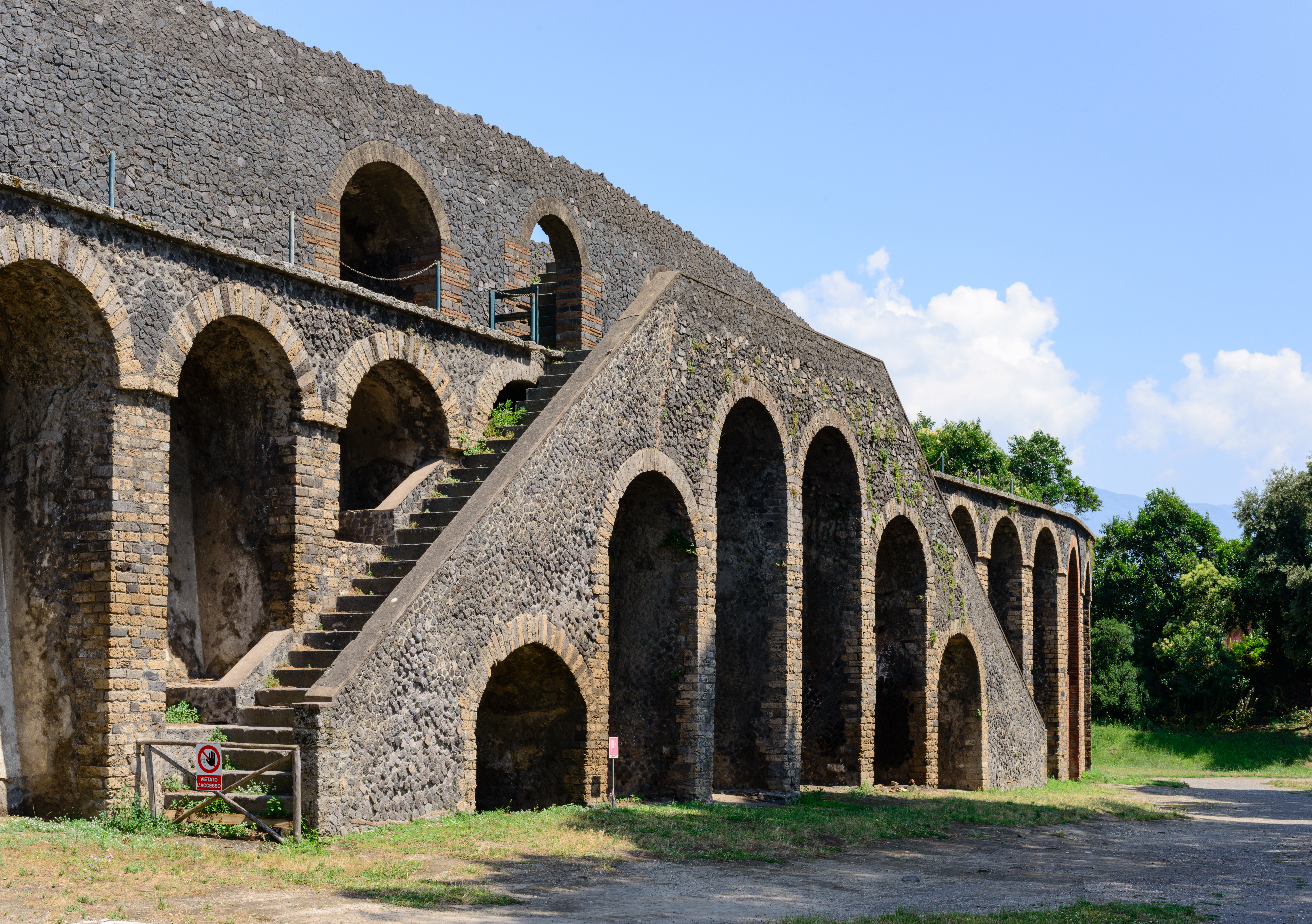
Escaliers extérieurs à Pompéi.

Les murs dégagés sont parementés en petit appareil de moellons calcaires mais les chaînages d'angle sont réalisés en grand appareil de grès provenant de la région de Figeac, à 70 km de Cahors. Un blocage de pierres noyées dans du mortier vient remplir le volume contenu entre les deux parements.
Les fouilles mettent en évidence plusieurs aménagements dans la partie méridionale du monument, la seule étudiée. Trois contreforts viennent contrebuter le mur périmétral de la cavea, probablement pour contenir la poussée des remblais remplissant les caissons. Un couloir voûté d'accès à l'arène depuis le sud comporte des locaux techniques et peut-être des pièces où sont enfermés les animaux avant les spectacles. Des escaliers plaqués contre la façade de l'amphithéâtre permettent aux spectateurs de gagner le sommet de la cavea, dispositif attesté à Pompéi et fortement probable à Agen, Rodez ou Tours.
Les fouilles des années 2000 mettent en évidence, en avant de l'amphithéâtre, des ateliers (fours à chaux, forges) ayant sans doute servi à son chantier de construction.